# Azerbajdzsán a 2006. évi téli olimpiai játékokon
Azerbajdzsán az olaszországi Torinóban megrendezett 2006. évi téli olimpiai játékok egyik részt vevő nemzete volt. Az országot az olimpián 1 sportágban 2 sportoló képviselte, akik érmet nem szereztek.

## Műkorcsolya
| Versenyző                   | Versenyszám | Kötelező tánc | Kötelező tánc | Eredeti (original) tánc | Eredeti (original) tánc | Kűr   | Kűr   | Összesítés | Összesítés |
| Versenyző                   | Versenyszám | Pont          | Hely.         | Pont                    | Hely.                   | Pont  | Hely. | Pont       | Helyezés   |
| --------------------------- | ----------- | ------------- | ------------- | ----------------------- | ----------------------- | ----- | ----- | ---------- | ---------- |
| Kristin Fraser Igor Lukanin | Jégtánc     | 27,27         | 20.           | 43,83                   | 19.                     | 77,14 | 17.   | 148,24     | 19.        |